# Saison 1 de Melrose Place
Chronologie
Saison 2
Cet article présente le guide des épisodes de la première saison de la série télévisée américaine Melrose Place.

## Distribution

### Acteurs principaux
- Josie Bissett (VF : Isabelle Maudet) : Jane Andrews Mancini
- Thomas Calabro (VF : Vincent Violette) : Michael Mancini
- Amy Locane (VF : Danièle Douet) : Sandy Louise Harling (1.01-1.13)
- Doug Savant (VF : Emmanuel Curtil) : Matthew Fielding Jr.
- Grant Show (VF : Thierry Ragueneau) : Jake Hanson
- Andrew Shue (VF : Vincent Ropion) : Billy Campbell
- Courtney Thorne-Smith (VF : Virginie Mery) : Alison Parker
- Vanessa Williams (VF : Dorothée Jemma) : Rhonda Blair
- Daphne Zuniga (VF : Déborah Perret) : Jo Beth Reynolds (1.14-1.32)

### Acteurs récurrents
- Heather Locklear (VF : Dominique Dumont) : Amanda Woodward (1.21-1.32)
- Deborah Adair (VF : Liliane Patrick) : Lucy Cabot (1.4, 1.9, 1.12, 1.13, 1.21, 1.25, 1.27, 1.29, 1.30, 1.32)
- John Marshall Jones : Terrence Haggard (1.17-1.24, 1.26, 1.32)
- Marcia Cross (VF : Blanche Ravalec) : Kimberly Shaw (1.11, 1.18, 1.25, 1.26, 1.28-1.32)
- William R. Moses (VF : Patrick Messe) : Keith Gray (1.12, 1.14, 1.22-1.25, 1.32)
- Salome Jens : Joan Campbell (1.5, 1.7, 1.12, 1.26)
- Sydney Walsh (VF : Laurence Charpentier) : Kay Beacon (1.16, 1.19, 1.20, 1.29)
- Jennie Garth (VF : Emmanuelle Pailly) : Kelly Taylor (1.1-1.3)
- Ian Ziering (VF : Lionel Melet) : Steve Sanders (1.1-1.3)
- Brian Austin Green (VF : Gilles Laurent) : David Silver (1.1-1.3)
- Tori Spelling (VF : Stéphanie Murat) : Donna Martin (1.1-1.2)
- Carmen Argenziano (VF : François Chaumette) : Dr Stanley Levine (1.11, 1.18)
- Laura Leighton (VF : Joëlle Guigui) : Sydney Patricia Andrews (1.19, 1.20)
- Linden Ashby (VF : William Coryn) : Charles Reynolds (1.19-1.20)
- Rob Estes : Sam Towler (1.25)

## Épisodes

### Épisode 1:Appartement à louer
- États-Unis : 8 juillet 1992 sur Fox
- France : 20 mai 1995 sur TF1
- Québec : 9 janvier 1996 sur TVA
- Belgique : sur La Deux
- Suisse : sur TSR

- Jake a été introduit dans les deux derniers épisodes de la deuxième saison de Beverly Hills 90210.

### Épisode 2:Amour, amitié
- États-Unis : 15 juillet 1992 sur Fox
- France : 27 mai 1995 sur TF1
- Québec : 16 janvier 1996 sur TVA

### Épisode 3:Un moral d'enfer
- États-Unis : 22 juillet 1992 sur Fox
- France : 3 juin 1995 sur TF1
- Québec : 23 janvier 1996 sur TVA

### Épisode 4:Une question d'argent
- États-Unis : 29 juillet 1992 sur Fox
- France : 10 juin 1995 sur TF1
- Québec : 30 janvier 1996 sur TVA

### Épisode 5:Un secret bien mal gardé
- États-Unis : 5 août 1992 sur Fox
- France : 17 juin 1995 sur TF1
- Québec : 6 février 1996 sur TVA

### Épisode 6:Une seconde chance
- États-Unis : 12 août 1992 sur Fox
- France : 24 juin 1995 sur TF1
- Québec : 13 février 1996 sur TVA

### Épisode 7:Chacun sa méthode
- États-Unis : 19 août 1992 sur Fox
- France : 1er juillet 1995 sur TF1
- Québec : 20 février 1996 sur TVA

### Épisode 8:Des cœurs à prendre
- États-Unis : 2 septembre 1992 sur Fox
- France : 8 juillet 1995 sur TF1
- Québec : 27 février 1996 sur TVA

### Épisode 9:Une lourde responsabilité
- États-Unis : 9 septembre 1992 sur Fox
- France : 15 juillet 1995 sur TF1
- Québec : 5 mars 1996 sur TVA

### Épisode 10:La malchance
- États-Unis : 16 septembre 1992 sur Fox
- France : 22 juillet 1995 sur TF1
- Québec : 12 mars 1996 sur TVA

### Épisode 11:Le Serment
- États-Unis : 30 septembre 1992 sur Fox
- France : 29 juillet 1995 sur TF1
- Québec : 19 mars 1996 sur TVA

- Première apparition de Marcia Cross.

### Épisode 12:Affaires polluées
- États-Unis : 21 octobre 1992 sur Fox
- France : 5 août 1995 sur TF1
- Québec : 26 mars 1996 sur TVA

### Épisode 13:Discrimination
- États-Unis : 28 octobre 1992 sur Fox
- France : 12 août 1995 sur TF1
- Québec : 2 avril 1996 sur TVA

- Dernière apparition d'Amy Locane.

### Épisode 14:Les Limites de la passion
- États-Unis : 4 novembre 1992 sur Fox
- France : 19 août 1995 sur TF1
- Québec : 9 avril 1996 sur TVA

### Épisode 15:Soupçons
- États-Unis : 11 novembre 1992 sur Fox
- France : 26 août 1995 sur TF1
- Québec : 16 avril 1996 sur TVA

- Première apparition de Daphne Zuniga.

### Épisode 16:Toute la vérité
- États-Unis : 18 novembre 1992 sur Fox
- France : 2 septembre 1995 sur TF1
- Québec : 23 avril 1996 sur TVA

### Épisode 17:Père malgré lui
- États-Unis : 25 novembre 1992 sur Fox
- France : 9 septembre 1995 sur TF1
- Québec : 30 avril 1996 sur TVA

### Épisode 18:Noël à Melrose Place
- États-Unis : 16 décembre 1992 sur Fox
- France : 16 septembre 1995 sur TF1
- Québec : 7 mai 1996 sur TVA

### Épisode 19:La Sœur cadette
- États-Unis : 6 janvier 1993 sur Fox
- France : 23 septembre 1995 sur TF1
- Québec : 14 mai 1996 sur TVA

- Première apparition de Laura Leighton.

### Épisode 20:Amour et jalousie
- États-Unis : 13 janvier 1993 sur Fox
- France : 30 septembre 1995 sur TF1
- Québec : 21 mai 1996 sur TVA

- Linden Ashby joue l'ex-mari de Jo. Dans la saison 6, il incarnera un rôle régulier différent, le Dr Brett Cooper.

### Épisode 21:Une image imparfaite
- États-Unis : 27 janvier 1993 sur Fox
- France : 7 octobre 1995 sur TF1
- Québec : 28 mai 1996 sur TVA

- Première apparition de Heather Locklear dans le rôle d'Amanda.

### Épisode 22:Entre les deux, mon cœur balance
- États-Unis : 3 février 1993 sur Fox
- France : 14 octobre 1995 sur TF1
- Québec : 4 juin 1996 sur TVA

### Épisode 23:Nouveaux partenaires
- États-Unis : 10 février 1993 sur Fox
- France : 21 octobre 1995 sur TF1
- Québec : 11 juin 1996 sur TVA

### Épisode 24:À bientôt Billy
- États-Unis : 17 février 1993 sur Fox
- France : 28 octobre 1995 sur TF1
- Québec : 18 juin 1996 sur TVA

### Épisode 25:Décisions irrévocables
- États-Unis : 3 mars 1993 sur Fox
- France : 4 novembre 1995 sur TF1
- Québec : 25 juin 1996 sur TVA

- Rob Estes joue le rôle de Sam, un vieil ami de Michael et Jane. L'acteur tiendra un rôle régulier différent à partir de la saison 5, celui de Kyle McBride.

### Épisode 26:Chagrin et retrouvailles
- États-Unis : 24 mars 1993 sur Fox
- France : 11 novembre 1995 sur TF1
- Québec : 2 juillet 1996 sur TVA

### Épisode 27:Le Test de dépistage
- États-Unis : 31 mars 1993 sur Fox
- France : 18 novembre 1995 sur TF1
- Québec : 9 juillet 1996 sur TVA

### Épisode 28:Harcèlement
- États-Unis : 7 avril 1993 sur Fox
- France : 25 novembre 1995 sur TF1
- Québec : 16 juillet 1996 sur TVA

### Épisode 29:Pas de trois
- États-Unis : 21 avril 1993 sur Fox
- France : 2 décembre 1995 sur TF1
- Québec : 23 juillet 1996 sur TVA

### Épisode 30:Trahisons
- États-Unis : 28 avril 1993 sur Fox
- France : 9 décembre 1995 sur TF1
- Québec : 30 juillet 1996 sur TVA

### Épisode 31:Valse hésitation
- États-Unis : 12 mai 1993 sur Fox
- France : 16 décembre 1995 sur TF1
- Québec : 6 août 1996 sur TVA

### Épisode 32:Soupçons tous azimuts
- États-Unis : 26 mai 1993 sur Fox
- France : 23 décembre 1995 sur TF1
- Québec : 13 août 1996 sur TVA

- Dernière apparition de Vanessa Williams.
- La confrontation entre Jane et Kimberly, l'épouse et la maîtresse de Michael, est un moment mémorable de l'épisode.